# كأس المقاطعات الأوروبية 2011
كأس المقاطعات الأوروبية 2011 هو الموسم 7 من كأس المقاطعات الأوروبية. أشرف على تنظيمه الاتحاد الأوروبي لكرة القدم، وكان عدد الأندية المشاركة فيه 8، وفاز فيه Braga Football Association ‏.